# Islas Spider
Las Islas Spider (en inglés: Spider Islands ) son un pequeño archipiélago en la cuenca norte del lago Winnipeg en la provincia de Manitoba, en Canadá. El archipiélago está situado cerca de la costa oriental del lago, al norte de la desembocadura del río Belanger.
El archipiélago está formado por ocho islas pequeñas, y junto con los arrecifes, las islas forman una cadena que llega a casi cuatro kilómetros o dos millas y media en la cuenca norte.